# Antenne Brandenburg
Antenne Brandenburg ist die Popwelle des Rundfunk Berlin-Brandenburg (RBB), das auf das gleichnamige Programm des Rundfunks der DDR zurückgeht, das wiederum aus dem Sender Potsdam hervorgegangen ist.

## Programm

Logo bis Oktober 2019

Älteres Logo

Antenne Brandenburg sendet hauptsächlich Musik, aber auch regionale Information für das Land Brandenburg. Die Musikauswahl bewegt sich zwischen Soft-Pop, Oldies, deutschen und auch aktuellen Hits. Schon seit der Wende ist Antenne Brandenburg der meistgehörte Sender Brandenburgs. Das Programm wird auseinandergeschaltet, um immer zur halben Stunde (:30) für die Regionen Cottbus, Frankfurt (Oder), Potsdam, Perleberg und Prenzlau (letztere nur 05:30–11:30 Uhr) regionale Nachrichten und Service-Informationen auszustrahlen. Von Montag bis Freitag gibt es zwischen 14 Uhr und 17 Uhr regionale Magazine (nicht aus Perleberg und Prenzlau). Abends von 22 Uhr bis 24 Uhr gibt es Musik ohne Unterbrechung unter dem Namen „Die schönste Musik“. Bis 2. Juli 2023 produzierte Antenne Brandenburg an dieser Stelle im wöchentlichen Wechsel (zwischen Potsdam und Berlin) zusammen mit rbb 88,8 die Sendung Pop nach zehn. Die ARD-Hitnacht wird täglich vom MDR in der Zeit von 0 Uhr bis 5 Uhr, am Wochenende und Feiertagen bis 6 Uhr, übernommen.

## Geschichte
Nach Ende des Zweiten Weltkriegs begann in der Sowjetischen Besatzungszone am 8. August 1945 der Provinzfunk Mark Brandenburg als Regionalprogramm des Berliner Rundfunks, bald umbenannt in Mark Brandenburg Funk. Am 20. Juni 1946 erhielt Brandenburg mit dem Landessender Potsdam einen eigenen Sender (564 kHz), dessen Redaktion sich in der Kapellenbergstraße 4 (heute Puschkinallee) in Potsdam befand. Im Mai 1948 ging der 20-kW-Sender Golm in Betrieb. 1949 wurde ein Studio in Cottbus eingerichtet (Haus des Kulturbundes, Wilhelm-Külz-Straße 11). Intendant des Landessenders Potsdam war Roland Beutner.
Im Zuge der Auflösung der Länder und Schaffung der Bezirke im Jahr 1952 wurden alle Sender und Studios in der DDR dem Staatlichen Rundfunkkomitee unterstellt. Cottbus erhielt einen eigenen MW-Sender in Groß Gaglow und übernahm 1957 aus Görlitz die sorbische Redaktion, dazu den UKW-Sender Landeskrone. Auch Potsdam gestaltete ab 1956 wieder Eigenprogramme, die bald von Radio DDR in den Berliner Rundfunk und die Berliner Welle reintegriert wurden. 1963 nahm das 1953 in der Bezirksdirektion der Deutschen Post eingerichtete Studio in Frankfurt (Oder) Eigenprogramme auf. Die Sendungen aus Potsdam und Frankfurt liefen bis 1970 auf den Frequenzen des Berliner Rundfunks, dann –wie zuvor schon die der anderen Bezirkssender– auf den Frequenzen von Radio DDR II. Mitte der 1970er Jahre zog das Studio Frankfurt in die Wildenbruchstraße 12.
Nach der Wende bildeten die Sender Potsdam, Frankfurt und Cottbus das Hörfunkprogramm Antenne Brandenburg, das am 6. Mai 1990 zu den Kommunalwahlen als erstes der Landesprogramme für die sich bildenden neuen Länder auf Sendung ging (die übrigen folgten am 1. Juli zur Währungs-, Wirtschafts- und Sozialunion). Brandenburger Landesrundfunkdirektor wurde Alexander Jereczinsky. Nach der Wiedervereinigung wurde Antenne Brandenburg in Trägerschaft der Einrichtung nach Art. 36 Einigungsvertrag fortgeführt. Kurzzeitig wurde dessen Brandenburger Fernsehbereich, der Landessender Brandenburg (LSB), von August bis Dezember 1991 ebenfalls Antenne Brandenburg genannt (dann ORB Fernsehen). Im Januar 1992 ging der Hörfunksender auf den Ostdeutschen Rundfunk Brandenburg (ORB), im Mai 2003 auf den Rundfunk Berlin-Brandenburg (RBB) über. Neue Studios wurden 1993 in Prenzlau (Ahornweg 3) und 1995 in Perleberg (Berliner Straße 1) eröffnet. 1998 zog das Studio Cottbus in die Berliner Straße 155, 2001 das Funkhaus Potsdam in die Marlene-Dietrich-Allee 20 (Babelsberg), 2007 das Studio Frankfurt in die Logenstraße 8 (Oderturm) und das Studio Prenzlau auf den Marktberg 13.

## Persönlichkeiten
Aktuelle Moderatoren bei Antenne Brandenburg sind Marcus Asmus, Monique Ehmke, Marie Günther, Andreas Flügge, René Hausmann, Olaf Kosert, Inez Lang, Christian Matthée, Franziska Maushake, Christofer Hameister, und Sarah Schiwy (Stand 2020). Für die Regionalstudios sind außerdem Anke Blumenthal und Jasmin Schomber für Cottbus, Dilan Polat für Frankfurt (Oder) und Catarina Zanner für Potsdam tätig. Die zusammen mit rbb 88,8 ausgestrahlte Sendung Pop nach Zehn wurde u. a. von Monique Ehmke, Claudia Heber und Sarah Schiwy moderiert. Alle drei Moderatoren sind nun zu verschiedenen Zeiten und aus verschiedenen Studios im Tagesprogramm zu hören.

## Sendungen
| Uhrzeit         | Sendung                  | Moderation                                                                        | Besonderheiten |
| --------------- | ------------------------ | --------------------------------------------------------------------------------- | --- |
| 00:00–05:00 Uhr | ARD-Hitnacht             | wechselnde Moderatoren vom Mitteldeutschen Rundfunk                               | |
| 05:00–10:00 Uhr | Guten Morgen Brandenburg | Marie Günther & Christofer Hameister oder Anneli Rienecker & Marcus Asmus         | wöchentlicher Wechsel der Moderatoren                                                                                     |
| 10:00–14:00 Uhr | Hallo Brandenburg        | Catarina Zanner oder René Hausmann                                                | wöchentlicher Wechsel der Moderatoren                                                                                     |
| 14:00–17:00 Uhr | Antenne am Nachmittag    | wechselnde Moderatoren aus den rbb-Studios Potsdam, Cottbus oder Frankfurt (Oder) | |
| 17:00–20:00 Uhr | Antenne am Abend         | wechselnde Moderatoren                                                            | 19:00 Uhr: Das Sandmännchen                                                                                               |
| 20:00–00:00 Uhr | Die schönste Musik!      | vollautomatisiertes Musikprogramm                                                 | Dienstags: Brandenburger Begegnungen oder Antenne Gespräch (20:00–21:00 Uhr) Donnerstags: Antenne Szene (20:00–21:00 Uhr) |

| Uhrzeit         | Sendung                                             | Moderation                                          | Besonderheiten              |
| --------------- | --------------------------------------------------- | --------------------------------------------------- | --------------------------- |
| 00:00–06:00 Uhr | ARD-Hitnacht                                        | wechselnde Moderatoren vom Mitteldeutschen Rundfunk |                             |
| 06:00–10:00 Uhr | Guten Morgen Brandenburg                            | wechselnde Moderatoren                              |                             |
| 10:00–15:00 Uhr | Hallo Brandenburg                                   | Catarina Zanner oder René Hausmann                  |                             |
| 15:00–20:00 Uhr | Samstag: Das Wochenende Sonntag: Die Antenne Charts | wechselnde Moderatoren Karsten Minnich              | 19:00 Uhr: Das Sandmännchen |
| 20:00–00:00 Uhr | Die schönste Musik!                                 | vollautomatisiertes Musikprogramm                   |                             |

## Sendegebiet / Empfang
Das Sendegebiet ist das Land Berlin und Brandenburg.
Antenne Brandenburg kann terrestrisch über UKW und das Digitalradio DAB+ in Brandenburg und Berlin empfangen werden.
In Berlin und Potsdam ist es auch über das analoge Kabelnetz empfangbar. In Deutschland wird es über das digitale Kabelnetz (DVB-C) von Kabel Deutschland verbreitet. Europaweit sendet der Radiosender sein Programm digital über Satellit ASTRA 1H (DVB-S). Außerdem kann man Antenne Brandenburg über einen Livestream (Internet- oder Webradio) hören.
Seit 30. August 2021 wird die Sendung „Guten Morgen Brandenburg“ auch als Visual Radio im RBB Fernsehen ausgestrahlt.

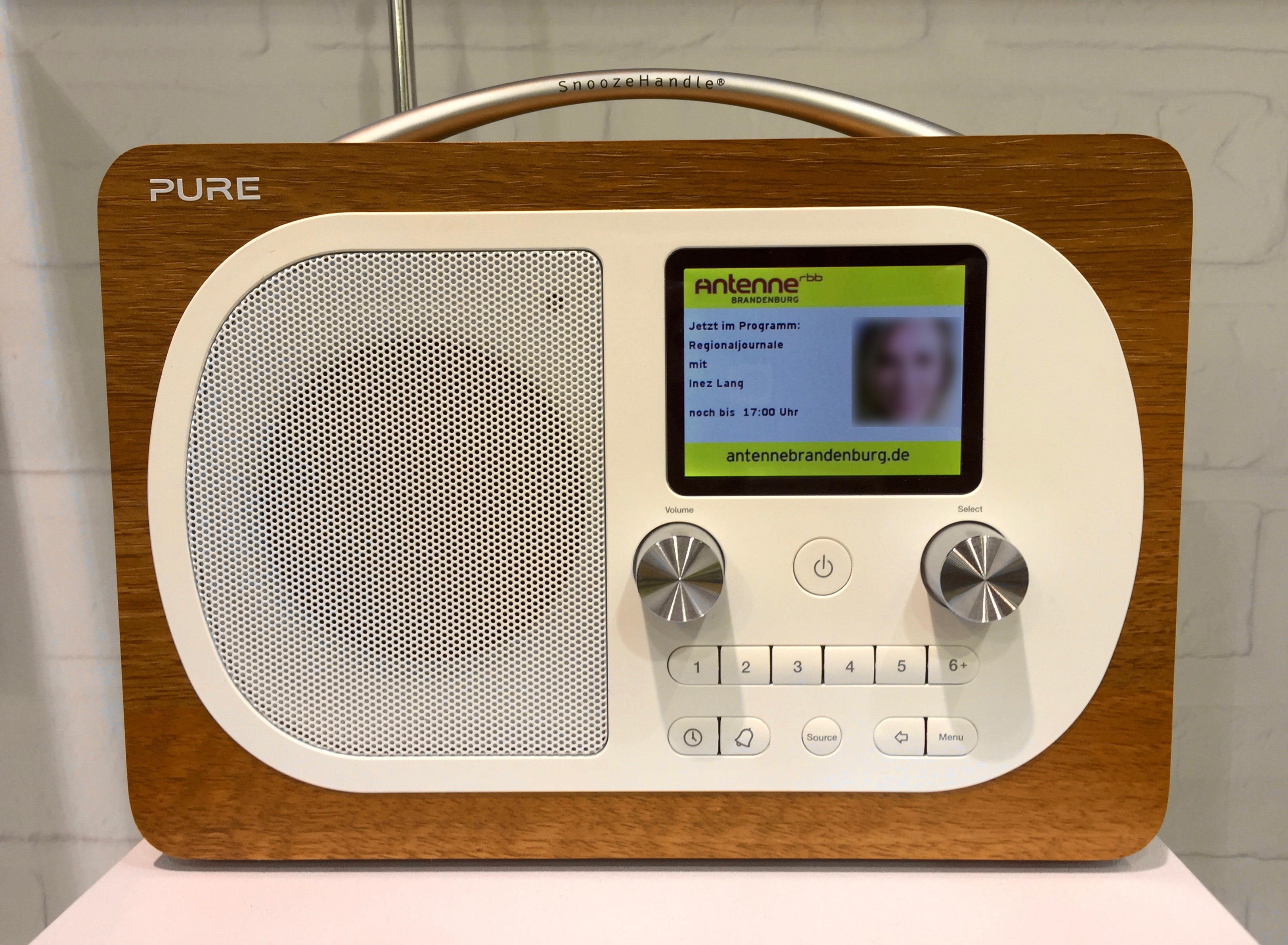
Antenne Brandenburg auf DAB+

| Frequenz [MHz] | Region / Welle            | Sendestandort            | Leistung [kW] |
| -------------- | ------------------------- | ------------------------ | ------------- |
| 099,7          | Berlin und Havelland      | Berlin, Alexanderplatz   | 100           |
| 106,6          | Prignitz                  | Pritzwalk                | 100           |
| 099,4          | Uckermark                 | Prenzlau                 | 000,5         |
| 091,1          | Uckermark                 | Casekow                  | 020           |
| 087,6          | Märkisch-Oderland         | Booßen (Frankfurt(Oder)) | 010           |
| 106,2          | Teltow-Fläming            | Belzig                   | 100           |
| 098,6          | Oberspreewald und Lausitz | Calau                    | 100           |
| 100,9          | Spree-Neiße               | Guben                    | 006,3         |

| Kanal | Region / Welle            | Sender                   | Leistung [kW] |
| ----- | ------------------------- | ------------------------ | ------------- |
| 07D   | Berlin                    | Berlin, Alexanderplatz   | 10            |
| 07D   | Berlin                    | Berlin, Scholzplatz      | 10            |
| 10B   | Berlin                    | Berlin, Scholzplatz      | 25            |
| 10B   | Märkisch-Oderland         | Booßen (Frankfurt(Oder)) | 10            |
| 10B   | Prignitz                  | Pritzwalk                | 10            |
| 10B   | Cottbus                   | Cottbus                  | 01            |
| 10B   | Oberspreewald und Lausitz | Calau                    | 10            |
| 10B   | Uckermark                 | Casekow                  | 10            |
| 10B   | Uckermark                 | Templin                  | 05            |
| 10B   | Potsdam-Mittelmark        | Belzig                   | 10            |